# Редови двигател
Редови двигател е двигател с вътрешно горене, при който всички цилиндри са подредени в една редица. Най-често срещани са четири, шест и осем цилиндровите конфигурации, като те са използвани в автомобилите, локомотиви и самолети, въпреки че терминът редови двигател има по-широк смисъл, когато се прилага за самолетни двигатели, вижте редови двигател (авиация).
Редовия двигател е значително по-лесен за изработка от еквивалентен хоризонтален или V образен двигател, понеже цилиндровите банки и картера могат да бъдат направени от едно парче метал, и се изискват по-малко на брой цилиндрови глави и валове. Редови двигатели са с по-малки размери от другите видове двигатели и могат да бъдат монтирани във всяка посока. Редовите двигатели имат по-опростена конфигурация, отколкото V образените двигатели. Те имат поддържащи лагери между всеки две бутала, в сравнение V образените двигатели, които имат такива лагери през бутало. Въпреки че шест-цилиндровите двигатели, по своята същност са балансирани двигатели, редовите четири-цилиндровите двигатели по своята същност са небалансирани, за разлика от 90-градусовите V образни четири цилидрови двигатели и хоризонталните „боксер“ четири цилиндрови двигатели.